# John Robert Brown
John Robert Brown (* 14. Januar 1842 bei Snow Creek, Franklin County, Virginia; † 4. August 1927 in Martinsville, Virginia) war ein US-amerikanischer Politiker. Zwischen 1887 und 1889 vertrat er den Bundesstaat Virginia im US-Repräsentantenhaus.

## Werdegang
John Brown besuchte private Schulen in seiner Heimat. Während des Bürgerkrieges diente er im Heer der Konföderation. Danach arbeitete er ab 1870 zusammen mit seinem Vater im Tabakgeschäft in Shady Grove. Im Jahr 1882 zog er nach Martinsville, wo er ebenfalls im Tabakgeschäft tätig war. Außerdem stieg er in das Bankgewerbe und in die Politik ein. Ab 1884 war er Bürgermeister von Martinsville.
Bei den Kongresswahlen des Jahres 1886 wurde Brown als Kandidat der Republikanischen Partei im fünften Wahlbezirk von Virginia in das US-Repräsentantenhaus in Washington, D.C. gewählt, wo er am 4. März 1887 die Nachfolge von George Cabell antrat. Bis zum 3. März 1889 konnte er eine Legislaturperiode im Kongress absolvieren. Im Jahr 1896 bewarb er sich erfolglos um die Rückkehr in den Kongress. Er legte erfolglos Widerspruch gegen den Wahlsausgang ein. Nach dem Ende seiner Zeit im US-Repräsentantenhaus arbeitete John Brown wieder im Tabakgeschäft. Er starb am 4. August 1927 in Martinsville.